# Molybdenglans
Molybdenglans, eller molybdenit, MoS2 är ett sulfidmineral som i små mängder förekommer allmänt i Sveriges berggrund och då oftast knutet till granit och pegmatit.

## Egenskaper
Mineralet består av molybdensulfid med 60 % molybden. Det liknar grafit till utseende och hårdhet och ger på papper ett blågrått streck. Om det första strecket förtunnas ytterligare på en vit streckplatta syns en grönaktig ton. I det infraröda området är mineralet transparent. Molybdeniten känns fet och dess lameller är böjbara men inte flexibla . Vid vittring övergår Molybdenglans till molybdenockra (molybdit MoO3 en molybdentrioxid).

## Förekomst
Molydenglans är det vanligaste molybdenmineralet och har stor utbredning som tillfällig beståndsdel i granit och många andra kristallina bergarter. Det förekommer i Sverige och Norge, där några av Europas viktigaste gruvor finns. Andra områden med förekomster är Japan, Australien, Kanada, USA och Sydamerika.

## Användning
Molybdenglans används för tillverkning av molybdenföreningar. Molybden har även fått allt större användning till stållegeringar. Molybdenglans används som smörjmedel vid förhöjd temperatur. Den större delen av produktionen av molybden kommer från fyndigheter i USA.
Molybdenglans kommer även till användning inom halvledartekniken. 
Molybdenglans kan innehålla rhenium och är då en källa för detta sällsynta grundämne.